# Важонхевка-Крулевська
Важонхевка-Крулевська (пол. Warząchewka Królewska) — село в Польщі, у гміні Влоцлавек Влоцлавського повіту Куявсько-Поморського воєводства.
Населення — 230 осіб (2011).
У 1975-1998 роках село належало до Влоцлавського воєводства.

## Демографія
Демографічна структура станом на 31 березня 2011 року:
|          | Загалом | Допрацездатний вік | Працездатний вік | Постпрацездатний вік |
| -------- | ------- | ------------------ | ---------------- | -------------------- |
| Чоловіки | 124     | 31                 | 79               | 14                   |
| Жінки    | 106     | 23                 | 61               | 22                   |
| Разом    | 230     | 54                 | 140              | 36                   |